# TV Mani
A TV Mani foi uma emissora de televisão brasileira com sede em Macapá, Capital do Estado do Amapá. A emissora era sintonizada no Canal 19 UHF. Entrou no ar em 2007 e foi extinta em 2012. Pertencia aos familiares ligados ao político e atual senador pelo Amapá, Gilvam Borges.

## História
A TV Mani surge em março de 2007 no lugar da TV Marabaixo, quando os familiares ligados ao político e atual senador pelo Amapá, Gilvam Borges, compraram a emissora dos familiares ligados ao deputado federal Badu Picanço e passam a administrar a emissora, após quase um ano de negociação.
Após a Família Borges comprar e passar a administrar a emissora, cogitaram em trocar de afiliada TV Gazeta (desde 2005) nas próximas semanas ou meses (entre elas, ser nova afiliada da Rede Record).[carece de fontes?] No final, a TV Mani opta ser afiliada à PlayTV (ex-Rede 21).
Na programação local na época com a PlayTV, o que mais destaca é o programa policial Chumbo Grosso, exibido de segunda à sexta-feira, do meio-dia às 13 horas.[carece de fontes?]
Em 7 de julho de 2008, numa segunda-feira, a Rede 21 surpreende ao volta ao ar com nova programação em substituição da PlayTV, sem nenhum vestígio da antiga rede. Com isso, a Rede 21 volta a ter sinal em Macapá depois de três anos de ausência, que ironicamente havia passado na extinta TV Marabaixo (de 2003 a 2005) antes de ser colocada à venda.
Porém, a emissora não fica satisfeita com a programação da Igreja Mundial do Poder de Deus exibida pela rede (que resultou em queda de audiência) e decide não mais transmitir e passa a negociar com a MTV Brasil para volta na região, que não tinha sinal há mais de 10 anos (a TV Rio Amazonas foi afiliada da rede de 1992 a 1994, atual TV Tucuju e afiliada à RedeTV!).
Em 17 de maio de 2009, passa ser afiliada à MTV Brasil. Com isso, a TV Mani é extinta com novo nome de MTV Macapá.
Em 2012, um ano depois de inauguração da TV Esporte Interativo Macapá, a emissora voltou a se chamar de TV Mani. Nessa época, a grade local é ampliada, ao exibir o telejornal Mani Notícias e no setor de entretenimento com programa Balada Show da galera na TV. No entanto, a mudança de nome foi curta e na virada de 2012 para 2013, voltou se chamar TV Esporte Interativo Macapá, que deixou exibir programas locais e depois a própria TV Esporte Interativo Macapá, cedeu a concessão para a Assembleia Legislativa do Estado do Amapá, assim surgindo a TV Assembleia.

## Incêndio no prédio da TV
No dia 02 de Outubro de 2020, ocorreu um incêndio no prédio da extinta emissora, com isso, o prédio ficou comprometido com as chamas, devido o isolamento acústico do estúdio ser um material muito inflamável. O prédio até então estava desativado há mais de cinco anos, pois o que estava funcionando no prédio, antes do abandono foi a rádio Forte FM (99.9), que no ano de 2015, transferiu suas instalações para o bairro Pantanal, Zona Norte de Macapá. Moradores e vizinhos do prédio abandonado relatam que o abandono do local contribuiu para a violência e também o aumento do uso de drogas dentro do prédio.